# Bevinahalli, Gauribidanur
Bevinahalli là một làng thuộc tehsil Gauribidanur, huyện Kolar, bang Karnataka, Ấn Độ.